# Lijn 1 (radioprogramma)
Lijn 1 was een Nederlands radioprogramma. Het programma van de NTR op Radio 1 bestond van september 2012 tot eind 2013 en werd iedere werkdag van 10:30 tot 11:00 uur uitgezonden. Het was een interactief programma. De luisteraar kon zijn mening ventileren via telefoon, social media of mail.
Het programma was in de plaats gekomen van PREMtime. De eerste uitzending van Lijn 1 vond plaats op vrijdag 14 september 2012 en ging over afvaloverlast. De laatste uitzending was op 31 december 2013.
Het programma werd gepresenteerd door Naeeda Aurangzeb en Jeroen Wielaert. Aurangzeb presenteerde het programma op dinsdag en donderdag, de overige dagen waren voor Wielaert. 
Iedere dag reisde de redactie van het programma door heel Nederland met een mobiele studio, een Amerikaanse schoolbus, de Blue Bird Vision.